# Kinetics Internet Protocol
Kinetics Internet Protocol (KIP) は、AppleTalkネットワークとTCP/IPネットワークを相互に接続するためにカプセル化とルーティングを行うプロトコルである。
実際に利用するためにはそれぞれのポートを有する専用のブリッジが必要である。
```

                 MacIP <--------------------> IP
          (IP over AppleTalk)

+---------+                 +-------+                     +-------------------+
|Macintosh|------RS422------|Gateway|-----Ethernet,etc----|Internet, UNIX etc.|
+---------+                 +-------+                     +-------------------+

                LocalTalk <----------------> IPTalk
               (AppleTalk)            (AppleTalk over IP)

                LocalTalk <---------------> EtherTalk
               (AppleTalk)                 (AppleTalk)

```

KIPは、IPパケットをAppleTalkでカプセル化 (IP over AppleTalk) するプロトコルと、それとは逆にAppleTalkパケットをIPでカプセル化 (Appletalk over IP) するプロトコルがあった。前者は後にMacIPと呼ばれ、後者はIPTalkと呼ばれるようになった。一般には後者を示す場合が多い。
これらの仕様はドラフトとしてIETFに提出されたが、RFCにはならなかった。ただし、RFC 1742にある程度の情報が載っている。